# Идар (княжество)

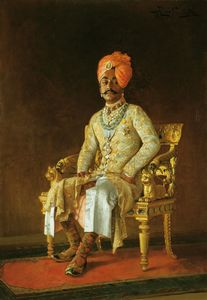
Пратап Сингх, махараджа Идара (1845—1922).

Княжество Идар, также известное как Эдар (гудж. ઇડર રજવાડું) — туземное княжество Британской Индии, расположенное в современном штате Гуджарат в Индии. В эпоху британского правления он был частью Агентства Махи Кантха, входившего в гуджаратский отдел Бомбейского президентства.

## История
Государство Идар было раджпутским княжеством, основанным в 1257 году. Его правителями были раджпутская династия Ратхор. Первоначальными правителями Идара были Коли из племени Бхалсур. Последний правитель Коли потерпел поражение от раджпутов Ратхор из Пола. Ратхорские раджпуты правили Идаром в течение 12 поколений, после чего они были разбиты могольской армией под командованием Мурада Бакша в 1656 году. Затем Идар стал частью Гуджаратской провинции Великих Моголов. В 1729 году Ананд Сингх и Рай Сингх, братья махараджи Джодхпура, силой захватил Идар. Они захватили районы Идар, Ахмаднагар, Мораса, Баад, Харсол, Парантидж и Визапур. Пять других округов стали данниками их нового государства. Вскоре государство было аннексировано маратхами при Дамаджи Гаекваде в 1753 году, и Ананд Сингх был убит в бою. Когда Рай Сингх узнал о смерти своего брата, он собрал войско и снова захватил Идар. Он посадил сына Ананда Сингха на княжеский трон и стал его опекуном. После смерти Раи Сингха в 1766 году маратхи вновь угрожали Идару, после чего Рао Сео Синх, сын Ананда Сингха, согласился передать районы Парантидж и Визапур маратхскому пешве, а Морасе, Баад и Харсол — Гаеквадам.
В 1875 году княжество Идар имело доход в размере 60 000 фунтов стерлингов и платило дань в размере 3034 фунтов стерлингов династии Гаеквадов из княжества Барода. Население княжества в 1875 году составляло 217 382 человека. Правители Идара из раджпутской династии Ратхор получили от британской администрации право на пушечный салют из 15 орудий.
В 1924 году Идар был включен в состав Агентства Штатов Западной Индии. Он был передан Агентству Раджпутана в начале 1940-х годов. 10 июня 1948 года княжество Идар стало частью Индийского Союза. В 1949 году княжество было ликвидировано и разделено между округом Сабар Канта и округом Мехсана, которые в то время находились в штате Бомбей . Оба округа были включены в состав индийского штата Гуджарата, когда он был образован в 1960 году.

## Правители княжества

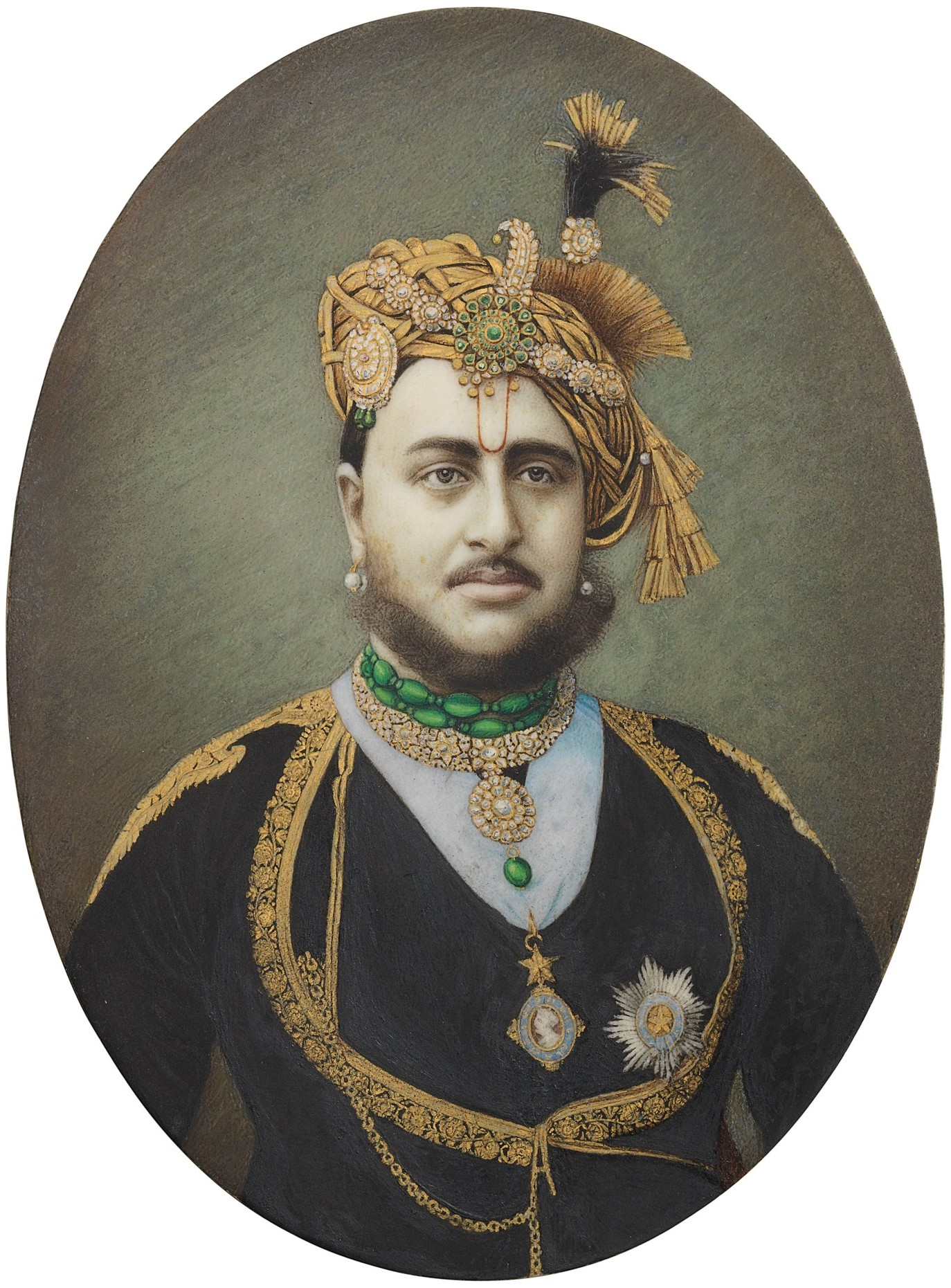
Кесри Сингх, махараджа Идара (1864—1901).

### Раджи
- 1729—1753: Раджа Ананд Сингх (? — 20 ноября 1751), младший сын Аджит Сингхи Сахиба, раджи Джодхпура
- 1753—1791: Раджа Шив Сингх (Сео Сингх) (1736—1791), сын предыдущего
  - 1753—1766: Рай Сингх, брат Ананда Сингха, регент княжества
- 1791: Раджа Бхавани Сингх (1755—1792), старший сын предыдущего
- 1791—1833: Раджа Гамбхир Сингх (1781 — 12 августа 1833), сын предыдущего
- 12 августа 1833 — 14 октября 1843: Махараджа сэр Джаван Сингх (1830 — 26 декабря 1868), младший сын предыдущего

### Махараджи
- 14 октября 1843 — 26 декабря 1868: Махараджа сэр Джаван Сингх (1830 — 26 декабря 1868), младший из двух сыновей Раджи Гамбхира Сингха
- 26 декабря 1868 — 20 февраля 1901: Махараджа сэр Кесри Сингх (1864 — 20 февраля 1901), единственный сын предыдущего
- октябрь 1901 — 30 ноября 1901: Махараджа Кришна Сингх (4 октября — 30 ноября 1901), посмертный сын предыдущего
- Междуцарствие 1901—1902
- январь 1902 — май 1911: Махараджа сэр Пратап Сингх (22 октября 1845 — 4 сентября 1922), сын Тахта Сингха (1819—1873), махараджи Джодхпура (1843—1873), регент княжества Джодхпур в 1895—1897, 1911—1914, 1918—1922 годах. Имел почетный чин генерал-лейтенанта.
- май 1911 — 14 апреля 1931: Махараджа сэр Даулат Сингх (12 мая 1875 — 14 апреля 1941), племянник и приёмный сын предыдущего, старший сын принца Бхупала Сингх из Джодхпура. Имел почетный титул полковника.
- 14 апреля 1931 — 10 июня 1948: Махараджа Химмат Сингх (2 сентября 1899 — 24 ноября 1960), старший сын предыдущего. Имел почетный чин полковника.

## Титулярные махараджи
- 10 июня 1948 — 24 ноября 1960: Махараджа Химмат Сингх (2 сентября 1899 — 24 ноября 1960), старший сын Махараджи сэра Даулата Сингха.
- 24 ноября 1960 — 17 мая 1992: Махараджа Далджит Сингх (10 июля 1917 — 17 мая 1992), старший сын предыдущего
- 17 мая 1992 — настоящее время: Махараджа Ранджендра Сингх (род. 25 сентября 1938), единственный сын предыдущего.